# Celebeswrattenzwijn
Het celebeswrattenzwijn (Sus celebensis) is een zwijnensoort die voorkomt op Celebes en enkele eilanden daaromheen.

## Kenmerken
Ze worden 80 tot 130 cm lang en wegen 40 tot 70 kg. Ze worden ongeveer 10 jaar oud.

## Voortplanting
De draagtijd duurt 4 tot 5 maanden waarna er 2 tot 3 gestreepte jongen geboren worden; 8 jongen per keer is heel zeldzaam.

## Verspreiding en leefgebied
Ze leven in de meeste habitats, vooral in de regenwouden.